# 表見代理
表見代理 （ひょうけんだいり） とは、広義の無権代理のうち、無権代理人に代理権が存在するかのような外観を呈しているような事情があると認められる場合に、その外観を信頼した相手方を保護するため、有権代理と同様の法律上の効果を認める制度。通説は表見代理を広義の無権代理の一種とみるが、学説の中には表見代理は本質的に無権代理とは異なるものであるとみる説もある。
民法上、代理権授与の表示による表見代理（民法109条1項）、権限外の行為の表見代理（民法110条）、代理権消滅後の表見代理（民法112条1項）の3種がある。

## 代理権授与の表示による表見代理
実際には代理関係がないにもかかわらず、第三者に対して他人に代理権を与えた旨を表示した者（本人）は、その代理権の範囲内においてその他人が善意・無過失の相手方との間でなした行為について責任を負わなければならない（民法109条1項）。

### 成立要件
1. 本人が第三者に対して他人に代理権を授与した旨を表示したこと
2. その他人が本人によって表示された代理権の範囲内において第三者との間で代理行為をなすこと
3. 第三者がその者に代理権が存在しないことにつき善意・無過失であること

代理権授与の表示による表見代理は成立要件として本人がある特定の者に対して他人に代理権を授与した旨を表示することが必要なので、任意代理にのみ適用があり法定代理には適用がない。

### 重畳適用
第三者に対して他人に代理権を与えた旨を表示し、その他人が第三者との間でその代理権の範囲外の行為をした場合、判例は109条及び110条により責任を負うとしていた（最判昭和45年7月28日民集14巻7号1203頁）。この判例法理は2017年の改正民法で追加された109条2項で明文化された（2020年4月1日施行）。

## 権限外の行為の表見代理
代理人がその権限外の行為をした場合において、相手方が代理人の権限があると信じるべき正当な理由があるときには、本人は相手方に対して責任を負わなければならない（民法110条）。講学上は代理権踰越による表見代理あるいは越権代理と呼ばれることもある。

### 成立要件
1. 代理人に基本代理権が存在すること
2. 代理人がその代理権の範囲をこえて代理行為をなすこと
3. 相手方において代理人に権限があると信じるべき正当な理由があること

### 基本代理権
- 基本代理権は任意代理権に限らず法定代理権でもよい（通説・判例[3]）。
- 事実行為についての代理権は基本代理権となりえない[4]。
- 公法上の行為についての代理権は基本代理権となりえない[5]。ただ、私法上の取引行為の一環としてなされる場合には、基本代理権となりうる[6]。
- 夫婦間の日常家事についての法律行為について有する代理権(民法761条本文)は基本代理権とはならない。ただし、相手方がその夫婦の日常の家事に関する法律行為に属すると信ずるにつき正当の理由のあるときにかぎり、110条の趣旨を類推して保護されうる[7]。

## 代理権消滅後の表見代理
他人に代理権を与えた者は、代理権の消滅後にその代理権の範囲内においてその他人が第三者との間でした行為について、代理権の消滅の事実について善意・無過失の相手方に対して責任を負わなければならない（民法112条1項）。講学上は滅権代理とよばれることもある。

### 成立要件
1. 代理行為時には代理人の代理権が消滅していたこと
2. かつて代理人が有していた代理権の範囲で代理行為がなされたこと
3. 代理人の代理権の消滅につき相手方が善意・無過失であること

なお、2017年の改正前民法の112条は「代理権の消滅は、善意の第三者に対抗することができない。ただし、第三者が過失によってその事実を知らなかったときは、この限りでない。」となっていたが、「善意」は過去に代理権が存在したことさえ知らない場合も含むのか疑義があった。2017年の改正民法では「代理権の消滅後にその代理権の範囲内においてその他人が第三者との間でした行為」で代理権の消滅の事実を知らなかった場合と解する一般的な解釈を明文化した（2020年4月1日施行）。

### 重畳適用
他人に代理権を与えた者は、代理権の消滅後に、第三者に対して他人に代理権を与えた旨を表示し、その他人が第三者との間でその代理権の範囲外の行為をした場合、判例は110条及び112条により責任を負うとしていた（大判昭和19年12月22日民集23巻626頁）。この判例法理は2017年の改正民法で追加された112条2項で明文化された（2020年4月1日施行）。

## 表見代理の効果
表見代理が成立する場合には代理によって生じる法律上の効果が本人に帰属することになる。ただ、通説・判例は表見代理は広義の無権代理の一種であるので、表見代理とともに無権代理人の責任の要件が満たされる場合には、相手方は表見代理と無権代理人の責任を選択的に主張できるとする。これに対して少数説は表見代理が成立する場合には相手方は無権代理人の責任を追及できないとする。